# Gay–straight alliance
En gay–straight alliance är en studentorganisation, huvudsakligen vid nordamerikanska high school och universitet, vars huvudsyfte är att erbjuda en säker och stödjande miljö för homosexuella, bisexuella och transsexuella (HBT) ungdomar samt heterosexuella som stödjer HBT-rättigheter. Organisationerna arbetar ofta tillsammans med lokalavdelningar av Gay, Lesbian and Straight Education Network (GLSEN). 
Per 2008 fanns det över 4 000 föreningar anslutna till GLSEN. Enbart i Kalifornien fanns det över 762 föreningar, vilket utgjorde mer än hälften av alla Kaliforniens high schools. Mer än hälften av USA:s delstater har en eller flera grupper som arbetar med dessa föreningar på delstatlig nivå. Dessa är ofta med i National Association of GSA Networks.
Den första föreningen bildades 1988 vid Concord Academy i Concord i Massachusetts av Kevin Jennings, GLSEN:s grundare och ledare. Den första grundskoleföreningen startades vid Newton South High School i Massachusetts av läraren Robert Parlin.
Föreningarna arbetar för en säkrare och mer välkomnande miljö oavsett sexuell läggning eller könstillhörighet. Arbetet går bland annat ut på att bedriva kampanjer för att sprida information, såsom Day of Silence (tystnadsdagen), National Coming Out Day (nationella komma ut-dagen) eller andra lokalt organiserade kampanjer. En del föreningar ändrar namn för att lägga mindre vikt vid ordet gay, exempelvis ”Project Rainbow”, ”Pride Alliance”, ”Common Ground”, ”Coexist”, ”Spectrum” eller till och med ”Straight–Gay Alliance”.

## Motstånd
En del föreningar har mött motstånd från skolledning, skolstyrelser eller lokala grupper vid bildandet. 1999 röstade ett skoldistrikt i Orange County i Kalifornien enhälligt för att förbjuda grundandet av en GSA på El Modena High School. Studenterna stämde skolstyrelsen och hävdade att deras rättigheter enligt den federala konstitutionens första tillägg och 1984 års Equal Access Act hade blivit negligerade. Domaren David O. Carter utfärdade i den första domen av detta slag ett föreläggande varigenom skolan beordrades tillåta föreningen.